# Sombrero pastel de cerdo

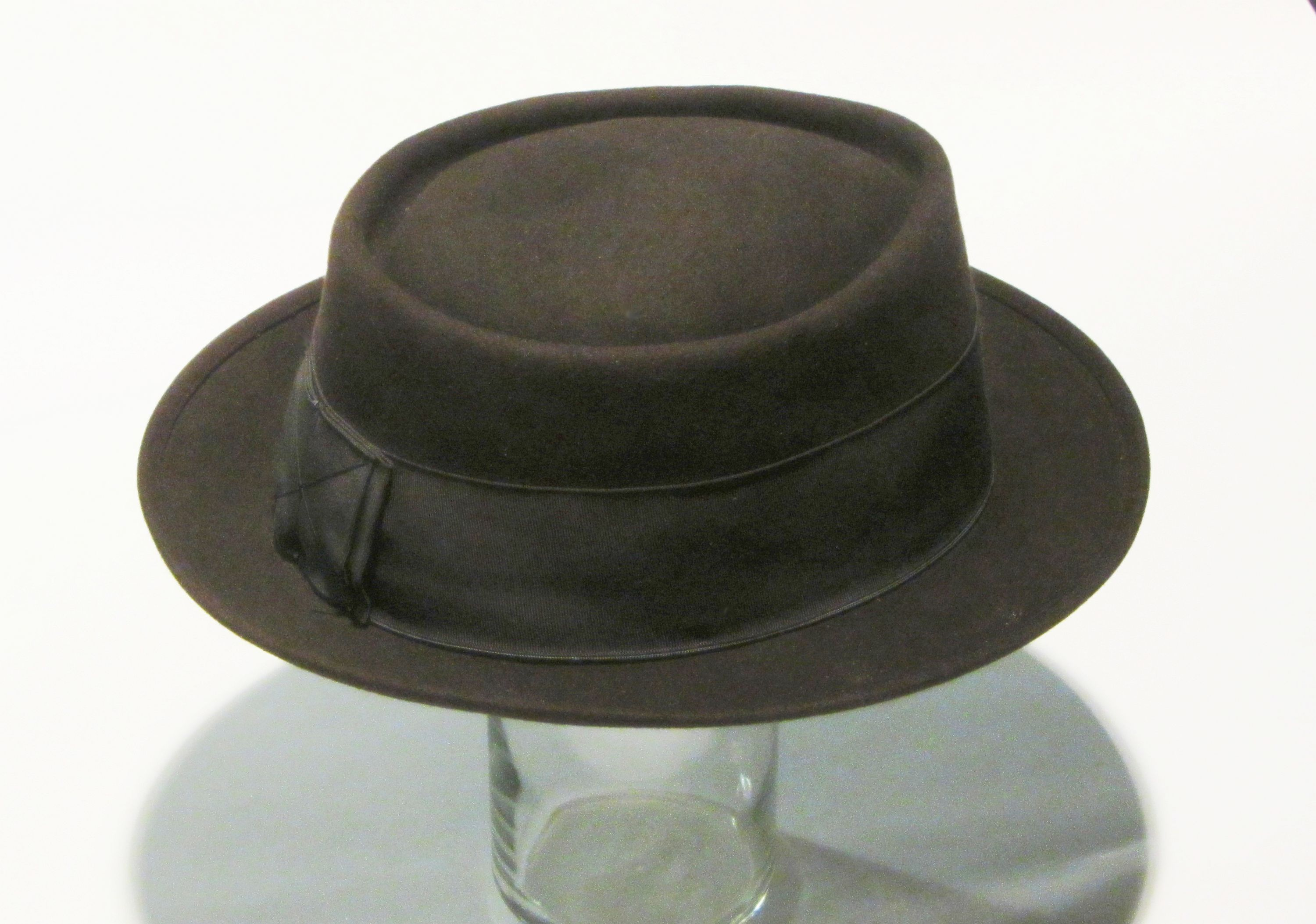
Un clásico sombrero de pastel de cerdo masculino de los años 1940. Nótese que el "arco" en la parte posterior del sombrero oculta un botón pequeño en una cuerda que se enrolla alrededor del sombrero: en tiempo ventoso el botón sería sujetado a la solapa de la chaqueta para evitar que el sombrero vuele.

Un pork pie o sombrero pastel de cerdo es uno de los estilos de sombrero populares en un contexto u otro en el mundo anglosajón desde mediados del siglo XIX a mediados del XX, cuyo nombre se debe a su parecido superficial con un pastel de cerdo.

## 1830–1865
El primer sombrero denominado pastel de cerdo fue un sombrero llevado principalmente por mujeres británicas y estadounidenses desde alrededor de 1830 hasta aproximadamente 1865. Era un sombrero pequeño y redondo con un borde estrecho y rizado, copa baja o ligeramente abovedada con un pliegue que corría por el borde superior, y normalmente con una cinta alrededor de la unión de la copa y el ala. A menudo llevaba una pluma pequeña o dos entrelazadas a modo de lazo a un lado del sombrero. Tales sombreros podían ser de los más variados materiales (paja, fieltro, tela de algodón cubierta en seda, etc.). Lo que causó que fueran llamados "pasteles de cerdo" era la forma y el pliegue en la copa, así como la estrechez del borde (a veces llamado "borde tacaño" en referencia a su estrechez).

## Buster Keaton y la década de 1920

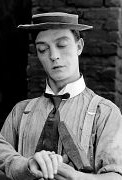
El famoso actor Buster Keaton llevando su característico sombrero de pastel de cerdo.

El pastel de cerdo empezó a aparecer en Gran Bretaña como sombrero masculino no mucho tiempo después del cambio de siglo acompañando el estilo denominado como hombre de ciudad, pero su resurgimiento en los Estados Unidos en los años 1920 se debe al actor cómico del cine mudo Buster Keaton que lo llevó en muchas de sus películas. Los sombreros de sus películas eran fedoras modificados por él mismo a pastel de cerdo, creando más de mil a lo largo de su vida. Esta clase de pastel de cerdo tenía una parte superior muy plana y similar borde estrecho y plano.

## Años 1930 y 1940
El apogeo del sombrero de pastel de cerdo ocurrió durante la Gran Depresión. En este momento, el pastel de cerdo recuperó su ala amplia y aumentó ligeramente en altura. La copa embutida de tales sombreros pronto se conoció en sombrerería como "copas telescópicas" o "telescopios estancos" porque cuando se portaba, la parte superior podía levantarse ligeramente a voluntad. Entre los usuarios famosos del pastel de cerdo durante esta época está Frank Lloyd Wright, cuyo sombrero de pastel de cerdo tenía un borde ancho y copa bastante alta. Lester Young, cuya carrera como saxofonista de jazz abarca desde mediados de los años 1920 hasta finales de los 1950, llevó habitualmente un sombrero de pastel de cerdo durante sus actuaciones, y después de su muerte el compositor Charles Mingus escribió un elegía para él titulada "Goodbye Pork Pie Hat". El pastel de cerdo de Young tenía un borde más ancho que los estilos más tempranos pero conservaba la copa redonda, plana y arrugada clásica.
En la cultura afroamericana de los años 1940 el pastel de cerdo— llamativo, con una pluma, de color coordinado con el traje— se asoció con el traje zoot. Por 1944 el sombrero prevalecía incluso en Nueva Guinea.

## Después de 1950

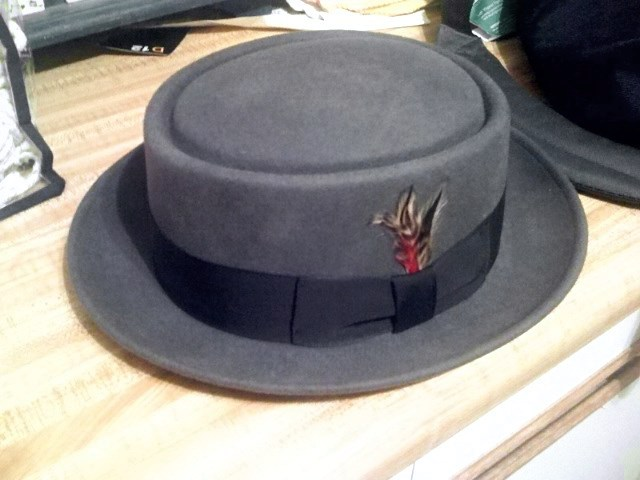
Sombrero pork pie moderno gris.

Después del fin de la Segunda Guerra Mundial la gran popularidad del pastel de cerdo disminuyó un poco, aunque debido a su conexión con el traje zoot continuó asociado a la cultura musical afroamericana, particularmente jazz, blues, y ska. En televisión entre 1951 y 1955, Art Carney frecuentemente llevó uno en su caracterización de Ed Norton en The Honeymooners, y en Puerto Rico el actor Joaquín Monserrat, conocido como Pacheco, el anfitrión de numerosos espectáculos infantiles televisivos en los años 1950 era conocido por su sombrero de pastel de cerdo de paja y pajarita— en este caso, el pastel de cerdo era al estilo de Buster Keaton con un ala rígida y plana muy baja.
En los años 1960 en Jamaica, la "subcultura del chico grosero" popularizó el sombrero y lo volvió a poner de moda en el Reino Unido, lo que influyó en su aparición ocasional en la subcultura mod y rave.
El sombrero disfrutó un breve resurgir en exposición y popularidad después de que Gene Hackman lo luciera encarnando a Jimmy "Popeye" Doyle en la popular película de 1971 The French Connection. Doyle estaba basado en el policía de la vida real Eddie Egan, quien interpretó al capitán en la película, y sus hazañas. Egan fue famoso toda su vida por llevar un sombrero de pastel de cerdo, y se negó a entregar su sombrero a Gen Hackman para llevarlo en la película. Los productores se vieron obligados a obtener el sombrero de Hackman en otro lugar.  Por la misma época, Robert De Niro llevó un sombrero de pastel de cerdo en la película de 1973 Malas Calles (el mismo sombrero  que usaba cuando audicionó para la película).

## Asociaciones contemporáneas
El sombrero de pastel de cerdo se asocia con los años 1930 y 1940. El escritor de moda Glenn O'Brien dice, "el sombrero porkpie era la marca de determinado inconformista, la clase de gato que podrías ver colgando en un club de jazz o un salón de billar, quizás llevando una chaqueta de cuero con botones y zapatos puntiagudos. Es un sombrero Tom Waits, Johnny Thunders. Tiene un ala más estrecha que un fedora y una parte superior plana con un pliegue circular. Es a menudo llevado con una perilla o mosca  y un palillo de dientes."